# Cocco
Cocco（1977年1月19日—），本名真喜志智子。誕生於沖繩縣那霸市，日本歌手。

## 事業
- 1997年
  - 3月21日發行出道單曲《倒數計時》
  - 5月21日發行首張專輯《九重葛》
  - 11月21日發行第2張單曲《堅強脆弱的人們》

- 1998年
  - 3月21日發行第3張單曲《Raining》，庵野秀明電影《式日》的主題曲
  - 5月13日發行第2張專輯《搖籃曲》
  - 10月7日發行第4張單曲《雲路盡頭》

- 1999年
  - 4月14日發行第5張單曲《樹海之絲》
  - 10月14日發行第6張單曲《波羅美利亞》

- 2000年
  - 4月26日發行第7張單曲《水鏡》
  - 6月14日發行第3張專輯《塔裏的長髮公主》
  - 6月28日發行第8張單曲《魔道》
  - 7月26日發行第9張單曲《向星空許願》，拿下公信榜第25名佳績

- 2001年
  - 2月21日發行第10張單曲《羽翼～lay down my arms～》，黑澤清首度執導驚悚電影「回路」的主題曲
  - 2月21日在沖繩發行單曲CD+VHS VIDEO的限定盤《風化風葬》
  - 2月21日Cocco也在朝日新聞上發表了中止演唱活動的消息
  - 4月18日發行第11張單曲《燃燒的野原》以及《血薔薇》
  - 9月5日發行自己選曲《表裡精選輯＋未發表單曲集》

- 2005年
  - 5月25日以Cocco與岸田繁為主軸組成的樂團「Singer Songer」之名重返樂壇。

- 2006年
  - 以Cocco個人名義發行單曲《音速衝擊》
  - 發行專輯《人魚眼底的藍》

- 2009年
  - 8月15日以Cocco個人名義發行《こっこさんの台所》- EP
- 2022年
  - Cocco于2月25号更新了自己的YouTube频道。她遮挡着脸出现在镜头前，宣布道：“本人Cocco决定今后不在任何媒体前露脸，只唱歌。这将是我作为艺人今后的活动方针。”[1]

## 官方網站
- 日本官方網站（页面存档备份，存于）
- 風雲唱片（页面存档备份，存于）

1. ↑  . www.sohu.com.   [2022-03-20] （英语）.[]